# のぞみウィッチィズ
『のぞみ♡ウィッチィズ』（Nozomi♡Witches）は、野部利雄による日本の漫画。1986年から1996年まで、『週刊ヤングジャンプ』（集英社）にて連載された。当初は演劇の世界を舞台にしたラブコメ漫画だったが、途中から青春ボクシング漫画に方向転換した。単行本は集英社ヤングジャンプ・コミックスから全48巻が発売されている。
本作は当初、1話完結の単発読み切り作品として構想されたが、設定を変えて連載作品として掲載された。読み切りを想定した当初の作品は、後に雑誌掲載された。ヒロインは本当の魔女を匂わせる設定になっている。

## 主な登場人物
司葉遼太郎（しば りょうたろう）
主人公。初登場時は私立陽西学園高等部の1年生。
当初は舞台研究会に所属し舞台研唯一の男子部員だったが、舞台研の演劇祭出品作品でボクシングをテーマとした劇を行なうとの名目でボクシング部に研修に出される（これは口実であり、実際にはこのとき既に正式なボクシング部員として登録されている）。
ボクシング部入部後はライト級の選手として全国高等学校ボクシング選抜大会・全日本アマチュアボクシング選手権大会を無敗で制し、ソウルオリンピック代表に選ばれる。ソウルでは準決勝のレイ・マービンJr.（アメリカ）戦で左目にパンチをもらったことで外傷性網膜剥離を発症、それを知りつつ試合を強行した決勝のフォンゲルト・シュナイダー（東ドイツ）戦では苦戦を強いられるが、最終ラウンドで逆転KOし、金メダルを獲得した。日本に帰国して網膜剥離を手術した後、ソウルオリンピックに政治的理由で不参加となっていたキューバのガルシア・ステベンソンと戦い勝利し、その直後にプロに転向。アマチュア時代の戦績は22戦22勝（22KO）と全試合KO勝ち。
プロ転向時には、通常日本ボクシングコミッション（JBC）のルールではプロテスト合格者に対しB級までのライセンスしか発行されないのに対し（詳しくはプロボクサーを参照）、五輪金メダル等の実績が考慮され、特例としてA級ライセンスの即時発行が認められた。
プロ転向後も連勝を重ね、最終的に福山優吾を破り、無敗でWBA・WBC世界ライト級チャンピオンを獲得するが、防衛戦を行わず、そのまま引退。プロ戦績は9戦9勝（9KO）。引退後はW大学の学生として生活している。
当初は気弱で運動は苦手という設定だったが、実は驚異的な動体視力（作中では「神の眼」と表現される）を持っている（後に「幼少時にいじめられたトラウマで運動に苦手意識を持つようになった」という設定が追加されている）。そのため、ボクシングでは相手のパンチを完全に見切って紙一重でスウェイする防御技術に長けるようになる。またボクシングの練習を積むうちに、運動に対する苦手意識もなくなったようで、作中では野球の練習試合で活躍するシーンなども描かれた。
同作者の『Monacoの空へ』では、元チャンピオンということを隠し、偽名を使って主人公にボクシングのアドバイスをしている。なお、この時はすでに望とは結婚している模様。
なお、姓が一字違うだけの作家が実在するが、関係はない（作者が命名に際してヒントを得ただけらしい）。
江川望（えがわ のぞみ）
ヒロイン。遼太郎とは高校のクラスメイトであり、家も隣同士。
ニュージーランド帰りの帰国子女で、容姿端麗、頭脳明晰（作中で偏差値68との記述がある）、運動神経抜群と、人も羨むような才能の持ち主。日本に帰国した際の家が新興住宅地の建売住宅で、遼太郎の家と隣同士だったため、遼太郎と知り合い交際することに。
諸々の事情で、かつて兄が夢見ながらも果たせなかったオリンピック金メダリストの座を遼太郎が目指すことになったため、遼太郎の一番の理解者として応援する。途中、ハリウッド映画出演のため、遼太郎と離れた時期もあるが、最終的に遼太郎と婚約し、望の家で同棲を始める。最終回では主演映画がアメリカで大ヒットしていることが明らかにされている。
沢村俊介（さわむら しゅんすけ）
初登場時は日本アマチュアボクシング連盟のコーチ。
現役時代は「光和大の虎」と呼ばれたアマチュアボクシング界の有力選手で、江川志郎とオリンピック代表の座を争うライバルだった。江川志郎の死後オリンピック代表の有力候補となるが、直後に網膜剥離を発症していることが発覚し、現役引退を余儀なくされた（ただし作中で「プロへの誘いがあまりにしつこいので、網膜剥離と嘘をついた」との発言もあり、本当に網膜剥離だったかどうかは不明）。
作中では遼太郎のコーチ（後に専属トレーナー）を務めるほか、母校の光和大学で助教授（ボクシング部監督も兼任）として後進の指導に当たっている。
基本的には常に冷静沈着なキャラとして描かれるが、ソウルオリンピックでは「司葉に足りないものを伝えるため」として、現役さながらのトレーニングを積み、遼太郎とスパーリングで相対するなど、時には熱いところを見せることも。
エディ田所（エディ たどころ）
ボクサーのトレーナーと実業家という、2つの顔を持つ重要人物。
ボクサーのトレーナーとしては、過去に8人もの世界チャンピオンを育て上げたことから、作中で世界No.1のトレーナーと称される。一方で実業家としても巨大コングロマリットであるE.M.D.グループを率いているほか、過去には日系アメリカ人として初のアメリカ上院議員となった経歴があり、日米双方の政財界とつながりが深く、「昭和の黄門様」と呼ばれている。
遼太郎を「これまで出会った中で史上最高の逸材」と評価しており、遼太郎に間接的にアドバイスを与えたり、ソウルオリンピックへの出場が決まった遼太郎をマスコミ慣れさせる目的で「がんばれ!ニッポン」キャンペーンの一環として自社のCMに起用するなど、遼太郎を陰ながら育て上げている。一方で、福山との世界戦前には一時福山側のトレーナーに就任するなど、遼太郎を育てるためにあえて試練を与えるようなことも行なう。
名前はボクシングの名伯楽、エディ・タウンゼントにちなむ。
福山優吾（ふくやま ゆうご）
作中における遼太郎の最大のライバル。
元々はボクシングを始める前の遼太郎と望が街で不良に絡まれた際に、たまたまその場を通りかかり、不良たちを蹴散らしたことで遼太郎たちと知り合う。その後、遼太郎がボクシングを始めたことを知り、大きな大会の度に遼太郎の応援に姿を見せるようになる。
遼太郎とは違い、初登場時にはすでにプロボクサーで、遼太郎より先にWBC世界ライト級チャンピオンを獲得。その後、WBAとのタイトル統一を果たし、Jr.ウェルター級との二階級制覇も成し遂げ、「パウンド・フォー・パウンド」の称号も手に入れるが、Jr.ウェルター級王座を返上した上で挑んだ遼太郎相手の統一ライト級王座防衛戦で敗れ、無冠に転落。ただ、その後もWBA世界Jr.ウェルター級のタイトルを再奪取するなど、引き続き世界王者として活躍している。
「自分が目指すものをまず公言して自分を追い込む」タイプらしく、当初は大言壮語癖が目立つとして周囲が眉をひそめることが少なくなかったが、実現不可能と思われたことを福山が次々と実現させていくため、後半では周囲の尊敬を集めるようになった。
『Monacoの空へ』では通算18度の世界王座防衛に加えウェルター級を含めた三階級制覇を達成しており、世界的に「カイザー」の別名で有名になっている。
江川志郎（えがわ しろう）
江川望の兄。作中には直接は登場しないが、ストーリーの上で重要な役割を果たす。
元々モスクワオリンピックのボクシング日本代表だったが、日本がモスクワオリンピックをボイコットしたため、オリンピック出場は叶わず。その後、ロサンゼルスオリンピックでも代表の有力候補だったが、予選直前に交通事故死。

## 映画版
1990年3月17日、松竹系にて公開された。同時上映は高橋幸二原作の『押忍!!空手部』。
司葉遼太郎役は当初別の俳優だったが、「ボクシングシーンが様にならない」ことで監督が激怒し、当該俳優は降板され、宮下直紀に交代された。
キャッチコピーは「君は、その気になれば、何でもできる！」。望が遼太郎の隠れた才能を励ましで開花させたことにちなむらしい。

### キャスト
- 江川望：藤谷美紀
- 司葉遼太郎：宮下直紀
- 北川：市川紀子
- 山崎瞳：澤崎愛子
- 南条章吾：長倉大介
- 英語教師：赤塚真人
- バレリーナ：千野真沙美
- 古典教師：片桐はいり
- スケバン：ライオネス飛鳥
- 望の兄：福田健吾
- ボクシング部監督：具志堅用高
- ボクシング部先輩：直江喜一
- 白鳥の世話人：常田富士男
- 遼太郎の初恋の人：細川直美
- 遼太郎の母：由紀さおり
- 遼太郎の父：宍戸錠

ほか

### テーマソング
- ED：藤谷美紀「BELIEVE IN MYSELF」
- 挿入歌：藤谷美紀「恋の痛みに効くはずよ」「永遠のゆびきり」

宮下直紀「HEART BEATが聴こえる」

### スタッフ
- 製作 - 高倉英二
- 監督・脚本 - 関本郁夫
- 音楽 - 広瀬健次郎
- 企画 - 新井一夫、上西弘次
- プロデューサー - 三浦道雄、大曲暎一
- 撮影 - 野口幸三郎
- 照明 - 小中健二郎
- 録音 - 信岡実
- 美術 - 渡辺平八郎
- 編集 - 冨宅理一
- キャスティング - 小島文夫
- 助監督 - 吉本潤
- 監督補 - 白井政一
- 製作担当 - 船津英恒
- 選曲 - 細井正次
- 音響効果 - 渡部健一
- 技斗 - 中瀬博文（グループ十二騎会）
- アニメーション・特撮 - MTV、東映動画、井上編集室
- プロダクション・マネージャー - 高橋正昭、菊川予市
- 撮影所 - にっかつ撮影所
- 後援 - 読売育英奨学会
- 製作 - エクセレント・クリエイティブ

## OVA
1992年8月5日発売。

### キャスト
- 司葉遼太郎 - 林延年
- 江川望 - 鶴ひろみ
- エディ - 宮内幸平
- 南條 - 森川智之
- 森野 - 中尾隆聖
- 遼太郎の母 - 上村典子（第1巻）
- アナウンサー - 小林通孝（同上）
- 坂越（同上）、渡辺会長（第2巻）  - 中嶋聡彦
- 鈴木 - 山賀教弘（同上）
- 不良 - 高山ゆかり（同上）
- 北川 - 天野由梨（同上）
- 山崎 - 松下美由紀（同上）
- レフリー - 北島淳司（全巻）
- ボクシング部員（第1巻）、ジャック（最終巻） - 川津泰彦
- 石井 - 増田有宏（同上）
- 女生徒 - 大曽根智美（同上）
- 本郷 - 難波圭一（第2巻）
- ジャッカル - 辻親八（第2巻 - 最終巻）
- 山崎会長 - 田口昴（同上）
- 記者 - 田原アルノ（第2巻）
- リングアナ（第2巻）、太田（最終巻） - 石井康嗣
- 宮本 - 小形満（同上）
- カメラマン - 伊藤栄次（同上）
- 沢村 - 田中秀幸（最終巻）
- 五利 - 屋良有作（同上）
- 優吾 - 岩田光央（同上）
- 東吾 - 田中和実（同上）
- 大庭 - 梁田清之（同上）
- 議長 - 佐藤正治（同上）
- 社員Ａ - 露崎照久（同上）
- 北川洋子 - 大野由佳（同上）
- 山崎瞳 - 山田なつみ（同上）
- 部員Ｂ - 住友優子（同上）

### スタッフ
- 原作 - 野部利雄
- 企画 - 小泉洋、宍戸史紀
- 製作 - 田中一實、後藤久彌、藤村晃一、高尾弘
- 監督・脚本 - 杉井ギサブロー
- キャラクターデザイン・作画監督 - 江口摩吏介
- 撮影監督 - 須崎博志、清水泰宏
- 美術 - 金村勝義
- 編集 - 古川雅士
- 音楽 - 芹澤廣明
- 音響監督 - 明田川進
- 録音 - 室克己
- 音響効果 - 加藤昭二
- 制作プロデューサー - 藤田健
- 制作担当 - 金正廣
- プロデューサー - 杉山秀明、米川彰一、竹内信夫、後藤三郎、杉山潔
- アニメーション制作 - グループ・タック
- 製作 - 東芝EMI、山形テレビ[4]、経済界

### 主題歌
- OP：夏山美樹「フラッシュ・オブ・サンダー」(作詞：売野雅勇、作曲：芹澤廣明、編曲：矢島賢)
- ED：夏山美樹「青空が降る街」(作詞：売野雅勇、作曲：芹澤廣明、編曲：矢島賢)

### 挿入歌
- 芹澤廣明「青空が降る街」(作詞：売野雅勇、作曲：芹澤廣明、編曲：矢島賢)